# Čausiansky potok
Čausiansky potok – potok w zachodniej Słowacji, we wschodniej części powiatu Prievidza, prawostronny dopływ Handlovki. Długość 7,4 km.
Źródła, w postaci licznych drobnych cieków wodnych, na wysokości ok. 730 m n.p.m., na południowych stokach głównego grzbietu gór Żar na odcinku między szczytami Mačací zámok (Misárske; 790 m n.p.m.) a Podhoreň (750 m n.p.m.). Spływa początkowo głęboką, zalesioną doliną w kierunku południowo-zachodnim, przybierając szereg drobnych dopływów. Po opuszczeniu gór wypływa na teren Kotliny Handlovskiej, gdzie jego koryto wykręca systematycznie ku południowi. Przepływa przez wieś Malá Čausa, po czym na zachodnim skraju Veľkej Čausy, na wysokości ok. 305 m n.p.m., uchodzi do Handlovki.